# Прапор Сарапула

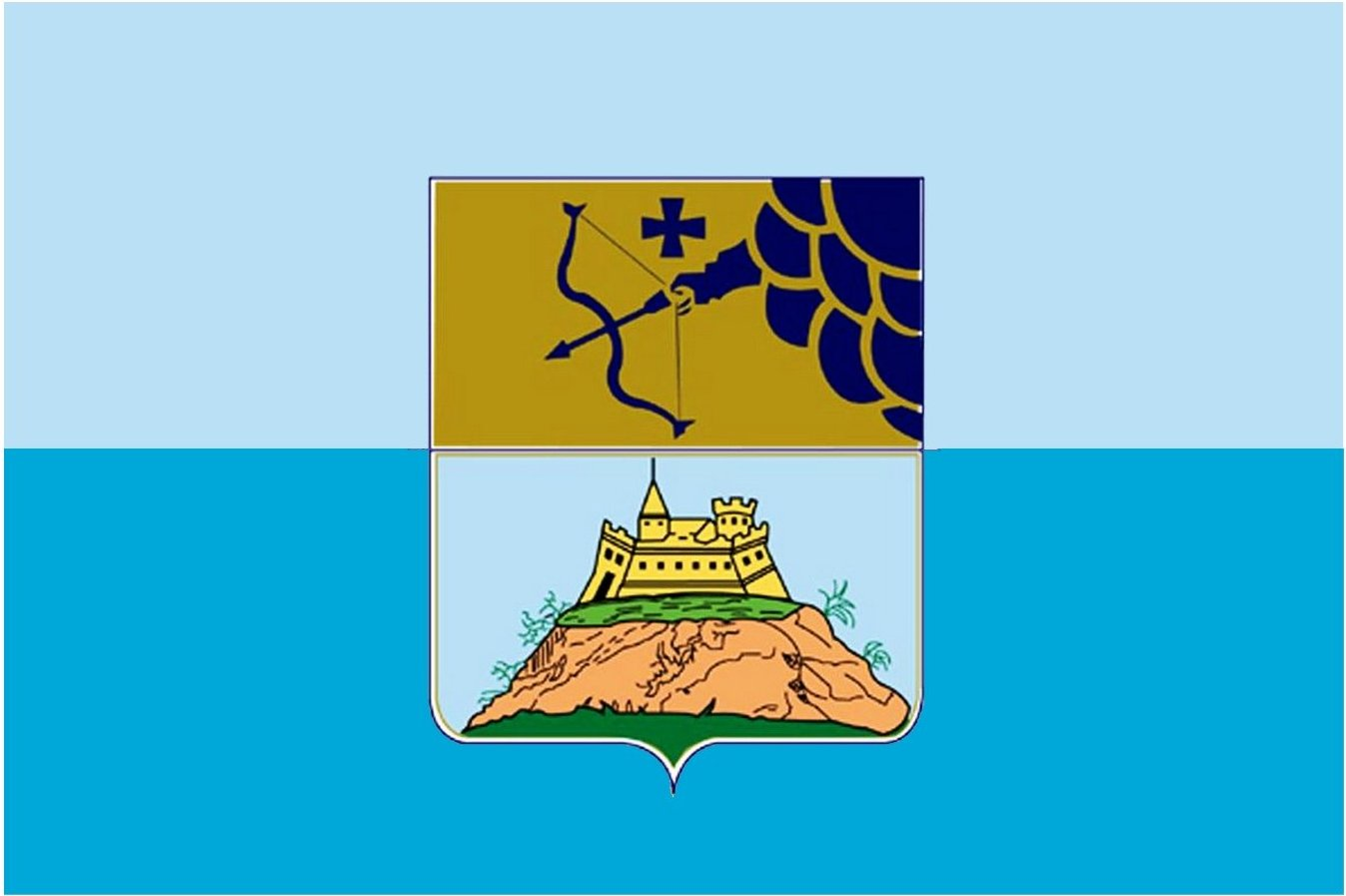
Прапор міста Сарапула

Прапор Сарапула — офіційний символ міста Сарапула (Удмуртська республіка, Росія), прийнятий 29 травня 2008 року рішенням міської думи міста Сарапула № 20-495.

## Опис
Прапор міста Сарапула являє собою прямокутне полотнище зі співвідношенням ширини до довжини 2:3, розсічене на блакитне і синє поля, з двобічним зображенням у центрі прапора головного елемента — міського герба Сарапула. Габаритна ширина зображення головного елемента прапора — історичного герба міста Сарапула має становити 1/3-ю для полотнища.